# ニールス＝ヘニング・エルステッド・ペデルセン
ニールス＝ヘニング・エルステッド・ペデルセン（Niels-Henning Ørsted Pedersen、1946年5月27日 - 2005年4月19日）は、デンマークのダブルベース奏者。

## 来歴
デンマークのシェラン島ロスキレ近郊のオステッド（Osted）で生まれた。
1962年にオスカー・ペティフォード の後任としてコペンハーゲンにあるジャズクラブJazzhus Montmartreの常任ベーシストに就任した後、1960年代、同クラブなどでヨーロッパ公演を行ったアメリカのジャズメンの現地サイドマンとして多くの共演作を残した。アルバート・アイラー、ローランド・カーク、デクスター・ゴードンらとの共演作が含まれる。
1973年から1986年まではオスカー・ピーターソン・トリオの一員として活躍。1974年にはグラミー賞（Best Jazz Performance）を受賞した。
アメリカ合衆国のジャズ・ブルース雑誌ダウン・ビートでは年間最優秀ベーシストに3回選ばれている。
2005年4月19日にデンマークのイショイ（Ishøj）にて心臓発作により死去。

## ディスコグラフィ

### リーダー・アルバム
- 1973年 『デュオ』 - Duo (SteepleChase) with ケニー・ドリュー
- 1976年 『ジェイウォーキン』 - Jaywalkin' (SteepleChase)
- 1976年 『ダブル・ベース』 - Double Bass (SteepleChase) with サム・ジョーンズ
- 1976年 Pictures (SteepleChase), with Kenneth Knudsen
- 1977年 Trio 1 (SteepleChase) with Philip Catherine and Billy Hart
- 1977年 Trio 2 (SteepleChase) with Philip Catherine and Billy Hart
- 1979年 『ダンシング・オン・ザ・テーブルズ』 - Dancing on the Tables (SteepleChase)
- 1981年 Just the Way You Are (Sonet), with Rune Gustafsson
- 1982年 Face to Face (SteepleChase), duo with テテ・モントリュー